# Herbert Beerbohm Tree
Sir Herbert Beerbohm Tree (Londres, 17 de desembre de 1852 – Londres, 2 de juliol de 1917) fou un actor i director teatral anglès.

## Vida i carrera
El seu veritable nom era Herbert Draper Beerbohm, i va néixer a Kensington, Londres. Tree era segon fill de Julius Beerbohm, un empresari nascut a Lituània d'ascendència alemanya, i de la seva dona anglesa, Constantia Draper. Tenia un germanastre, més jove que ell, el parodista i caricaturista Max Beerbohm.

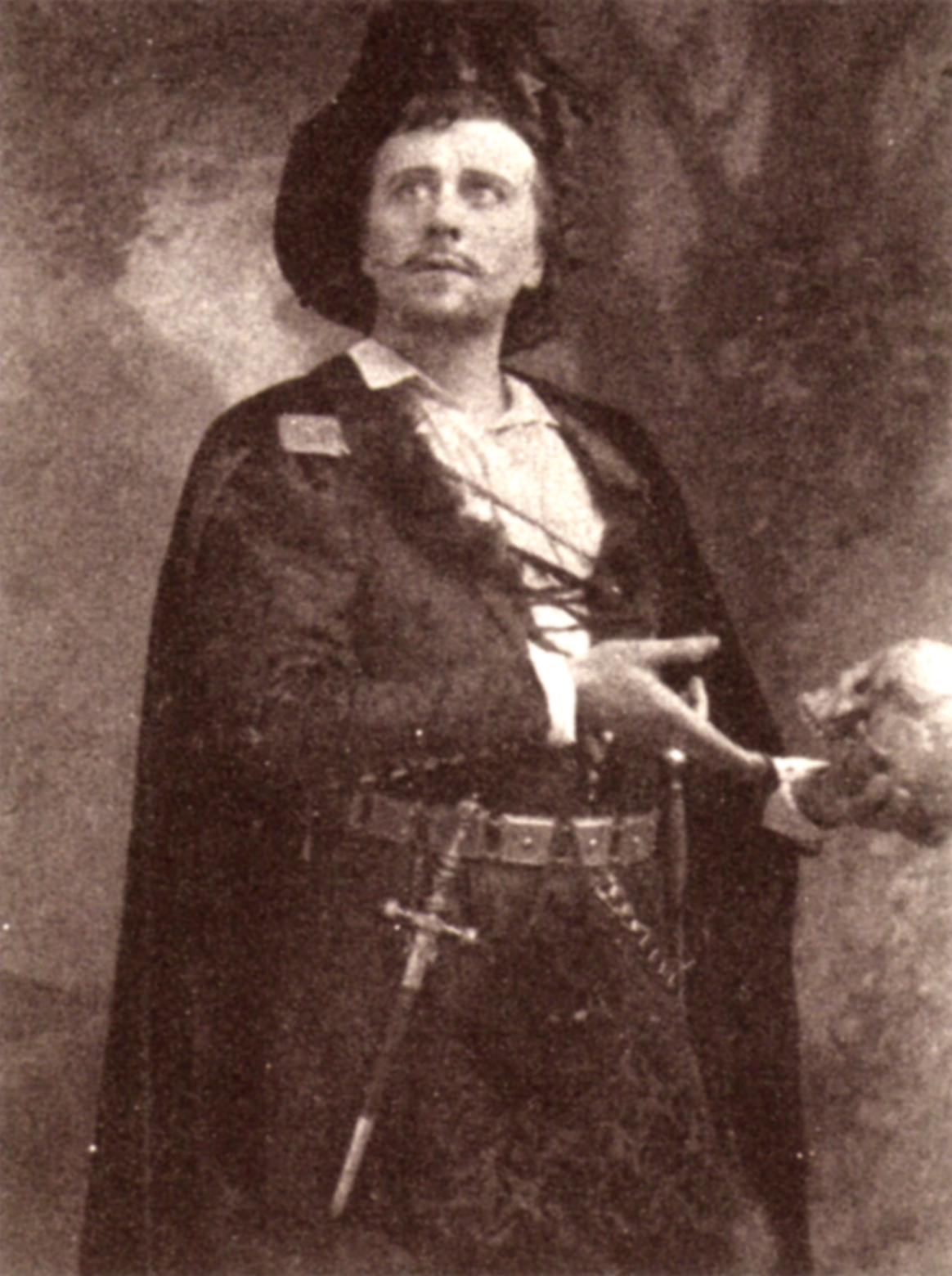
Tree com a Hamlet el 1892.

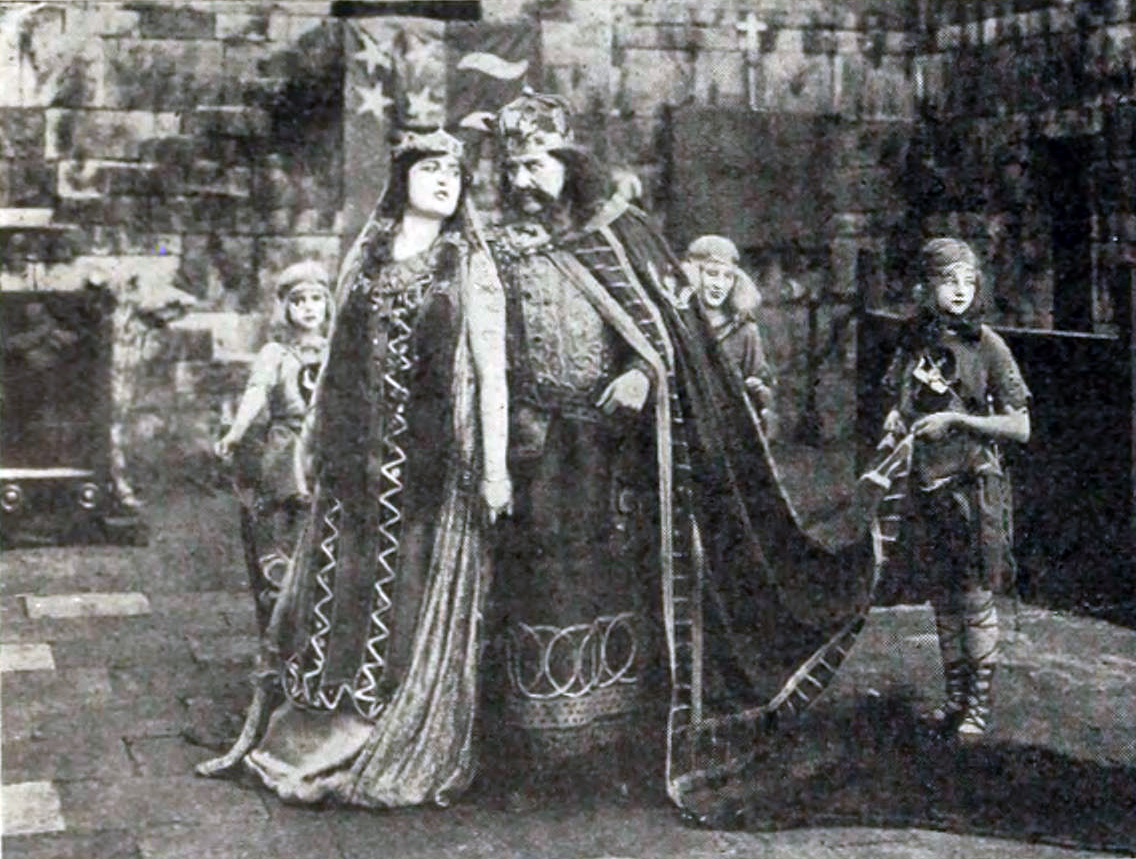
Macbeth (1916)

Educat a Alemanya, es va iniciar en el teatre el 1876 quan va tornar a Anglaterra, actuant amb companyies amateur. El 1878 va ser Grimaldi en l'obra de Dion Boucicault The Life of an Actress; poc després va iniciar la seva carrera professional. En els següents dos anys va actuar principalment a províncies. El seu primer èxit londinenc va arribar el 1884 amb The Private Secretary, de Charles Hawtrey. El 1886 va ser Iago amb la companyia de F. R. Benson a Bournemouth.
El 1887 dirigia el Teatre Haymarket al West End de Londres. El seu treball va aconseguir que aquesta sala recuperés el seu prestigi de mitjans de l'era victoriana. Encara que els melodrames populars a l'estil de Trilby eren el centre del seu repertori, Tree també es va dedicar al nou teatre associat amb Henrik Ibsen, representant obres com ara Una dona sense importància, d'Oscar Wilde, o The Intruder, de Maurice Maeterlinck. Tree també va produir representacions lloades per la crítica de Hamlet i Les alegres comares de Windsor. El 1889 va posar en escena la peça de Charles Haddon Chambers titulada The Tyranny of Tears.
Deu anys més tard va contribuir a finançar la construcció del Teatre Her Majesty, també al West End. Va interpretar molts dels primers papers en les seves pròpies produccions, entre les quals s'incloïa l'estrena de l'obra de George Bernard Shaw Pygmalión, el 1914. El repertori del nou teatre era almenys tan variat com el de l'Haymarket. El teatre es va estrenar amb una dramatització de The Seats of the Mighty, de Gilbert Parker. Dramatitzacions de novel·les de Charles Dickens, Lleó Tolstoi, i altres van formar una part significativa dels programes. Tree va escenificar molts dels drames en vers de Stephen Phillips. El repertori clàssic incloïa a Molière i altres. Però el teatre va ser sobretot famós pel seu treball amb Shakespeare. Les produccions de Tree van ser un gran èxit econòmic, eren famoses, gairebé totes elles, per la seva posada en escena elaborada i sovint espectacular. Referent a això, Tree va continuar i perfeccionar la tradició realista de Charles Kean. En l'última dècada de la seva carrera, el mètode experimental i històric de William Poel i altres va fer que els espectacles de Tree semblessin d'alguna manera passats de moda, però són també les seves produccions seguien tenint bons resultats econòmics i de taquilla.

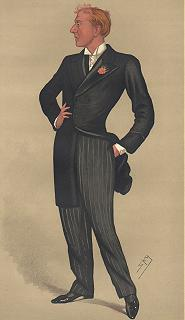
Tree, a les pàgines de la revista Vanity Fair (1890).

Com a actor, Tree destacava per la seva versatilitat. Va ser un actor de caràcter capaç d'adoptar estils diversos i va interpretar una gran varietat de papers. Donava molta atenció al gest i al port. Les crítiques sobre Tree sovint se centraven en el que es percebia com una aproximació al personatge excessivament externa i superficial. Tree era alt i prim, però la seva veu no era forta, i de vegades va ser criticat per intentar projectar-la d'una manera que feia poc natural la seva interpretació. Potser va ser més famós per papers d'excèntrics com Malvolio, en els grans papers tràgics va ser superat per actors de més edat, com ara Henry Irving.

## Vida personal
Tree es va casar amb Helen Maud Holt (1863 - 1937), que actuava com a Lady Tree i sovint treballava al seu costat, el 1882. Les seves filles van ser Iris Tree, poeta i actriu, i Viola Tree, també actriu. Tree va tenir diversos fills amb May Pinney, fora del matrimoni, incloent el director cinematogràfic Carol Reed i també Peter Reed, pare de l'actor Oliver Reed. A més, va ser avi del guionista de Hollywood i productor Ivan Moffat, i rebesavi de l'actriu Georgina Moffat.
Tree va dirigir i va treballar en uns films basats en un passatge d'una obra de Shakespeare: El rei Joan el 1899. Va fundar la Royal Academy of Dramatic Art (RADA) el 1904 i va ser nomenat cavaller el 1909. També va participar en una versió cinematogràfica de Macbeth, el 1916, la qual es considera actualment com un film perdut.
Herbert Beerbohm Tree va morir a Londres el 1917, a causa d'una trombosi secundària a cirurgia.

## Discografia

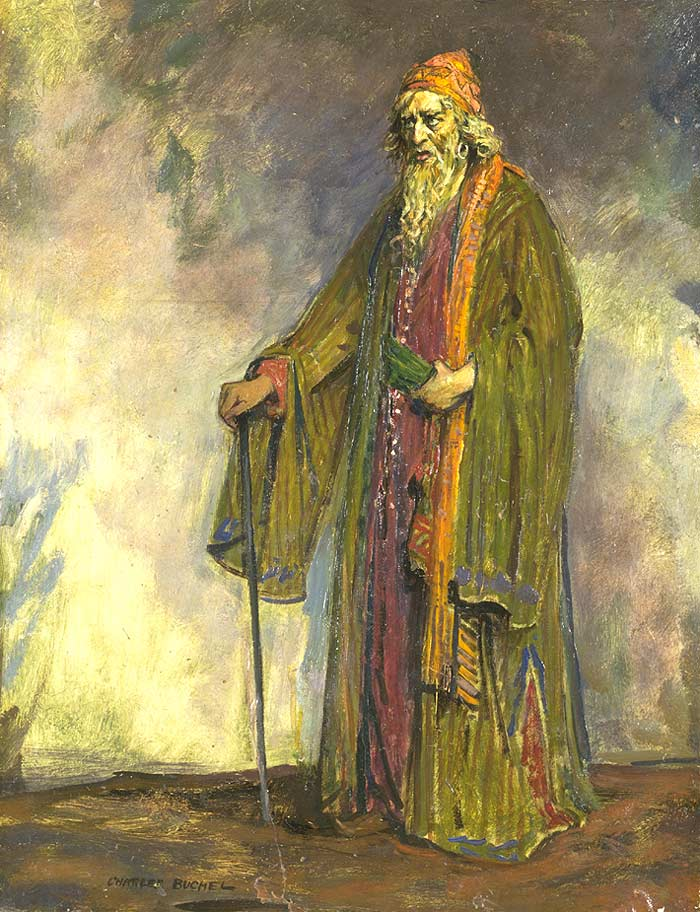
Tree en el paper de Shylock, pintat por Charles Buchel.

Tree va gravar cinc discs de 10" per la Gramophone Company (posteriorment anomenada HMV) el 1906.
- 1312 Soliloqui de Hamlet - 'Ser o no ser' de Hamlet (Shakespeare) (3554/E162). (Vegeu l'enllaç extern)
- 1313 Svengali hipnotiza Trilby - 'The roof of your mouth is like the dome of the Pantheon' de Trilby (George du Maurier) (3751/E162).
- 1314 Lament de Marc Antoni sobre el cos de Juli Cèsar - 'Oh pardon me, thou bleeding piece of earth' de Juli Cèsar (Shakespeare) (3557/E161).
- 1315 Soliloqui de Ricard II d'Anglaterra - 'No matter where - of comfort no man speak' de Ricard II (Shakespeare) (3556/E163).
- 1316 Discurs de Falstaff - 'Hal, if thou see me down in battle/'Tis not due yet...' d’Enric IV, part 1 (Shakespeare) (3555/E161).